# ولفگانگ لوک
ولفگانگ لوک (انگلیسی: Wolfgang Lück؛ زادهٔ ۱۹ فوریهٔ ۱۹۵۷) ریاضی‌دان، و استاد دانشگاه اهل آلمان است.